# Bárbara Camblor
Bárbara Camblor (Blimea, 24 de abril de 1994) es una deportista española que compite en atletismo, especialista en las carreras de velocidad.
Ganó una medalla de bronce en el Festival Olímpico de la Juventud Europea de 2011, en la prueba de 400 m, y una medalla de plata en el Campeonato Iberoamericano de Atletismo de 2016, en el relevo 4 × 400 m.
Fue campeona de España sub-23 de los 400 m al aire libre en 2016 y en pista cubierta en 2014.
Participa en los Juegos Olímpicos de París 2024, en la prueba de 4 × 400 m.